# 1512 no Brasil
Esta é uma cronologia dos fatos acontecimentos de ano 1512 no Brasil.

## Eventos
- Fundação da Feitoria de São Vicente.

## Mortes
- 22 de fevereiro: Américo Vespúcio, navegador espanhol que comandou uma viagem de exploração ao Brasil em 1501 (n. 1451).[1]
- Gonçalo Coelho, navegador português que comandou duas expedições exploratórias ao Brasil (n. 1451).